# Llista de municipis del districte de Brezno
Llista de tots els municipis del districte de Brezno de la regió de Banská Bystrica.
Informació actualitzada per un bot. Els canvis manuals es perdran quan s'actualitzi!
| Escut | Municipi           | Població | Superfície km² | Densitat | Altitud | Codi postal                      | Codi territorial | Dades a Wikidata              |
| ----- | ------------------ | -------- | -------------- | -------- | ------- | -------------------------------- | ---------------- | ----------------------------- |
|       | Bacúch             | 894      | 38,2           | 23,41    | 605     | 976 64 (pošta Beňuš)             | SK0323508446     | Modifica les dades a Wikidata |
|       | Beňuš              | 1.145    | 26,8           | 42,76    | 557     | 976 64                           | SK0323508462     | Modifica les dades a Wikidata |
|       | Braväcovo          | 647      | 29,4           | 22       | 610     | 976 64 (pošta Beňuš)             | SK0323508489     | Modifica les dades a Wikidata |
|       | Brezno             | 19.671   | 122            | 161,3    | 504     | 977 01 977 03                    | SK0323508497     | Modifica les dades a Wikidata |
|       | Bystrá             | 152      | 15,9           | 9,58     | 566     | 977 01 (pošta Brezno 1)          | SK0323557251     | Modifica les dades a Wikidata |
|       | Dolná Lehota       | 688      | 55,4           | 12,41    | 480     | 976 98 (pošta Lopej)             | SK0323508535     | Modifica les dades a Wikidata |
|       | Drábsko            | 156      | 4,8            | 32,72    | 960     | 976 53 (pošta Lom nad Rimavicou) | SK0323508578     | Modifica les dades a Wikidata |
|       | Heľpa              | 2.393    | 41,7           | 57,38    | 660     | 976 68                           | SK0323508608     | Modifica les dades a Wikidata |
|       | Horná Lehota       | 559      | 45,9           | 12,18    | 640     | 976 81 (pošta Podbrezová)        | SK0323508624     | Modifica les dades a Wikidata |
|       | Hronec             | 1.121    | 35,2           | 31,89    | 488     | 976 45                           | SK0323508667     | Modifica les dades a Wikidata |
|       | Jarabá             | 36       | 15,4           | 2,34     | 840     | 977 01 (pošta Brezno 1)          | SK0323508691     | Modifica les dades a Wikidata |
|       | Jasenie            | 1.154    | 86,3           | 13,37    | 504     | 976 75                           | SK0323508705     | Modifica les dades a Wikidata |
|       | Lom nad Rimavicou  | 217      | 17,4           | 12,44    | 980     | 976 53                           | SK0323508730     | Modifica les dades a Wikidata |
|       | Michalová          | 1.208    | 14,3           | 84,32    | 586     | 976 57                           | SK0323508772     | Modifica les dades a Wikidata |
|       | Mýto pod Ďumbierom | 500      | 10,4           | 48,12    | 630 621 | 976 44                           | SK0323508811     | Modifica les dades a Wikidata |
|       | Nemecká            | 1.691    | 24,6           | 68,65    | 425     | 976 97                           | SK0323508829     | Modifica les dades a Wikidata |
|       | Osrblie            | 343      | 24             | 14,28    | 585     | 976 45 (pošta Hronec)            | SK0323508845     | Modifica les dades a Wikidata |
|       | Podbrezová         | 3.470    | 18,6           | 186,91   | 476     | 976 81                           | SK0323508853     | Modifica les dades a Wikidata |
|       | Pohorelá           | 2.054    | 46,9           | 43,76    | 724     | 976 69                           | SK0323508870     | Modifica les dades a Wikidata |
|       | Pohronská Polhora  | 1.678    | 35,8           | 46,91    | 619     | 976 56                           | SK0323508888     | Modifica les dades a Wikidata |
|       | Polomka            | 2.859    | 94             | 30,41    | 614     | 976 66                           | SK0323508900     | Modifica les dades a Wikidata |
|       | Predajná           | 1.265    | 23,2           | 54,52    | 452     | 976 63                           | SK0323508934     | Modifica les dades a Wikidata |
|       | Ráztoka            | 270      | 8,1            | 33,45    | 480     | 976 97 (pošta Nemecká)           | SK0323508951     | Modifica les dades a Wikidata |
|       | Sihla              | 177      | 26,8           | 6,6      | 901     | 976 53 (pošta Lom nad Rimavicou) | SK0323508993     | Modifica les dades a Wikidata |
|       | Telgárt            | 1.506    | 56             | 26,91    | 886     | 976 73                           | SK0323509051     | Modifica les dades a Wikidata |
|       | Valaská            | 3.336    | 63,3           | 52,69    | 489     | 976 46                           | SK0323509086     | Modifica les dades a Wikidata |
|       | Vaľkovňa           | 402      | 14,9           | 27,06    | 717     | 976 69 (pošta Pohorelá)          | SK0323509094     | Modifica les dades a Wikidata |
|       | Závadka nad Hronom | 2.099    | 41,2           | 50,97    | 627     | 976 67                           | SK0323509124     | Modifica les dades a Wikidata |
|       | Čierny Balog       | 4.916    | 147,1          | 33,42    | 555     | 976 52                           | SK0323508527     | Modifica les dades a Wikidata |
|       | Šumiac             | 1.309    | 81,8           | 16,01    | 841     | 976 71                           | SK0323509043     | Modifica les dades a Wikidata |